# Journalisthögskolan i Stockholm
Journalisthögskolan i Stockholm (JHS) var en högskola skapad 1967, som 1977 införlivades vid Stockholms universitet vid centrum för masskommunikationsforskning.